# Buhen
Buhen es un asentamiento situado en Kush (Nubia), donde fue constituida una importante fortaleza por los faraones para defender su frontera meridional y controlar la vía comercial que discurría por el Nilo desde el actual Sudán al sur de Antiguo Egipto. 
| D58 | G43 | O4 · N35 | T14 | N25 |

| D58 | G43 | O4 · N35 | T14 | N25 |

Se desenterró un antiguo establecimiento que se remontaba a la época tinita, pero es a partir del Imperio Antiguo cuando Buhen adquiere importancia comercial, en particular con Jafra durante la dinastía IV que valoró especialmente la región por sus canteras de diorita, de las cuales extraerá la piedra necesaria para las estatuas destinadas a su complejo funerario de Guiza. 
Pero es durante la dinastía XII, fundamentalmente bajo Sesostris I y luego con Sesostris III, del Imperio Medio, cuando toma su aspecto definitivo. Se trata de uno de los complejos más extensos y el mejor ejemplo de fortalezas construidas por los antiguos egipcios que nos ha llegado, con su doble muralla almenada y sus fosos que le daban el aspecto de una auténtica ciudad amurallada. 
Durante el segundo periodo intermedio de Egipto un príncipe local de nombre de Nedyeh se liberará de la tutela egipcia y fundará su propio reino que se extenderá desde Asuán hasta la segunda catarata y concibió Buhen como su capital. Se aliará con los hicsos para limitar la influencia de los príncipes tebanos de la dinastía XVII con quienes entra en lucha en aquel tiempo. 
Kamose tomó la iniciativa y obtuvo la victoria sobre las tropas de Nedyeh, restauró la fortaleza de Buhen, en la que erigió una estela conmemorativa, acabando así el episodio de este reino transitorio de la Baja Nubia. Entonces la región fue incluida finalmente en la esfera de influencia de Egipto que se extenderá más allá de la cuarta catarata. Buhen progresará hasta el final del Imperio Nuevo, los faraones de la dinastía XVIII embellecieron el santuario de Horus, en particular, Hatshepsut, Thutmose III y Amenhotep II.

## Redescubrimiento
El lugar fue descubierto en el siglo XIX pero solo sería excavado esporádicamente hasta que la región fue amenazada por las aguas, debido a la construcción de la gran presa de Asuán. Las excavaciones de las misiones de rescate redescubrieron entonces la ciudad de Buhen, con sus graneros, cuarteles, su templo dedicado a Horus, así como la residencia del gobernador. Se trasladaron los bajorrelieves del templo al Museo nacional de Sudán con el fin de salvaguardarlos, mientras que el lugar, así como otras fortalezas construidas en los alrededores, se perdieron irremediablemente y yacen en el fondo de las aguas del lago Nasser.

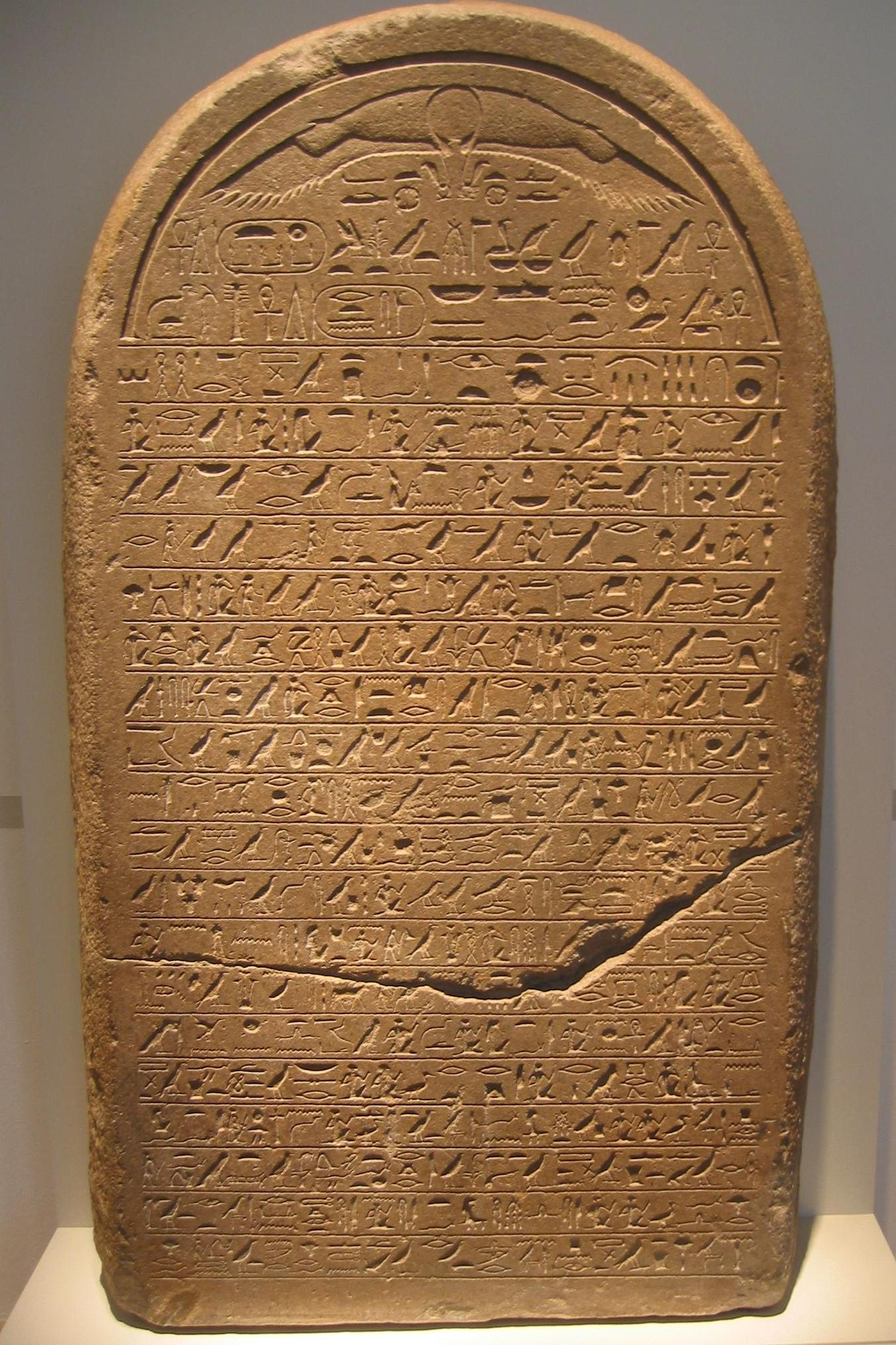
Sesostris III: estela de la frontera, en Nubia, dinastía XII.